# Bithynia riddifordi
Bithynia riddifordi es una especie de caracol de agua dulce  que posee branquias y un opérculo. Es un molusco gasterópodo de la subclase prosobranchia, familia  Bithyniidae. Habita en la albufera de Mallorca (España). Fue descrita por primera vez en el año 2007 por el experto en malacología Cristian Ruiz Altaba en el parque natural de la Albufera de Mallorca.